# Starnberg
Starnberg är en stad i Landkreis Starnberg i Regierungsbezirk Oberbayern i förbundslandet Bayern i Tyskland, på norra stranden av Starnbergsjön. Den har cirka 24 000 invånare på 62 kvadratkilometer. Det går S-bahn (S6) till München, som ligger 25 km bort. Staden är den rikaste i hela Tyskland, fastighetspriserna är med lokala mått väldigt höga. En stor arbetsgivare är Houde, en av Bayerns största livsmedelsproducenter. Ett annat stort företag baserat i Starnberg är Aenova, en kontraktstillverkare för läkemedelsindustri.
Staden hette tidigare Aheim am Würmsee, men är numera uppkallad efter riddaren Wernher Miles de Starnberk, som härstammade från närliggande "Starnberch Castrum". Slottets låg vid sjön Starnberger See, som fram till 1962 hette Würmsee.

## Delar
Stadsdelar (år när dessa tidigare kommuner anslöts):
Hadorf (1978, 6,93 km²)

Hanfeld med Mamhofen (1972, 5,58 km²)

Leutstetten med Einbettl , Mühlthal , Oberdill , Petersbrunn och Schwaige (1978, 7,68 km²)

Percha med Buchhof , Heimathshausen , Heimathshausen och Selcha 1 km

978 , (6) Landstetten , Jägersbrunn och Sonnau (1978, 11,36 km²)

Rieden (1803, 1,83 km²)

Söcking (1978, 8,17 km²)

Wangen med Fercha, Schorn, Unterschorn och Wildmoos (1978, 7,49 km²)

## Borgmästare
1844-1845: Alois Ludwig Deiglmeier, apotekare

1845-1850: Simon Popp

1850: Schonger, apotekare

1870-1898: Ludwig Rupprecht

1898: Franz Xaver Rettenberger, köpman

1898-1906: Carl Emslander, bryggare

1906-1913: Franz Xaver Rettenberger, köpman

1913–1919: Jakob Tresch, köpman

1919-1921: Josef Fischhaber, byggmästare

1921–1933: Josef Jägerhuber, köpman, hedersborgmästare från april 1933

1933–1943: Franz Buchner , lantmätare

1943–1945: Hans Deuschl , läkare

1945-1946: Karl Goldaté, rektor

1946-1950: Otto Gassner, byggmästare

1950–1960: Eduard Süskind, bankdirektör, hedersborgmästare

1960–1969: [21] Rudolf Widmann, advokat, senare ledamot av Bayerns delstatsparlament och distriktsadministratör i distriktet Starnberg

1969–2002: Heribert Thallmair, advokat, hedersmedborgare från 2003

2002-2014: Ferdinand Pfaffinger, försäkringssäljare, tidigare borgmästare sedan 2014

2014-2020: Eva John

sedan 2020: Patrick Janik